# العمارة في مدغشقر
العمارة في مدغشقر

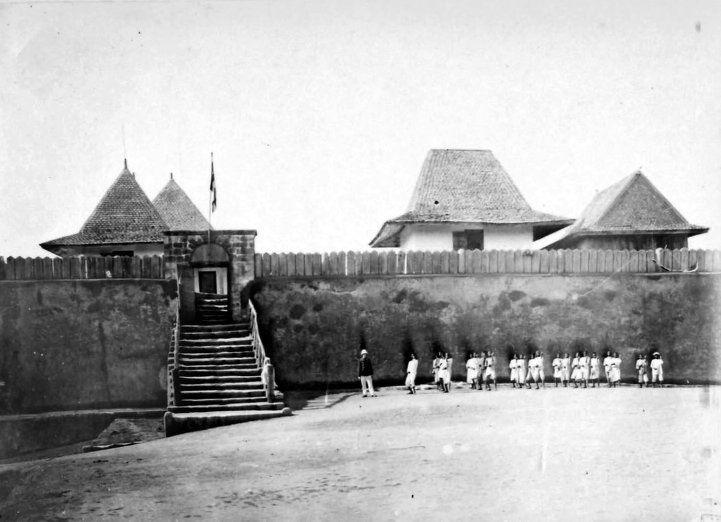
قصر قلعة تسينجواريفو في مدغشقر

تعتبر الهندسة المعمارية لمدغشقر فريدة من نوعها في إفريقيا وتحمل تشابهًا قويًا مع معايير وأساليب البناء في جنوب بورنيو التي يُعتقد أن السكان الأوائل لمدغشقر قد هاجروا منها، في جميع أنحاء مدغشقر ومنطقة كليمنتان في بورنيو تتبع معظم المنازل التقليدية شكلًا مستطيلًا وتتميز بسقف منحدر شديد الانحدار مدعوم بعمود مركزي.
كانت المواد النباتية المتاحة محليًا هي أقدم المواد المستخدمة ولا تزال الأكثر شيوعًا بين المجتمعات التقليدية، انخفض البناء الخشبي الذي كان شائعًا في جميع أنحاء الجزيرة حيث أدى تزايد عدد السكان إلى تدمير مساحات أكبر من الغابات المطيرة البكر.
مع ندرة الأخشاب بمرور الوقت أصبحت البيوت الخشبية امتيازًا للطبقة النبيلة في مجتمعات معينة كما يتضح من منازل نبلاء ميرينا في مملكة مدغشقر في القرن التاسع عشر، كان استخدام الحجر كمواد بناء مقصورًا تقليديًا على بناء المقابر وهي سمة مهمة للمشهد الثقافي في مدغشقر.
تأثرت الأنماط التقليدية للهندسة المعمارية في مدغشقر على مدى المائتي عام الماضية بالتأثير المتزايد للأنماط الأوروبية، بدأ التحول نحو البناء بالطوب في المرتفعات في عهد الملكة رانافالونا الثانية (1868-1883).
أدى التحديث على مدى العقود العديدة الماضية بشكل متزايد إلى التخلي عن بعض المعايير التقليدية، اكتسبت مواد وتقنيات البناء الأجنبية - خاصة الخرسانة المستوردة والزجاج والحديد المطاوع - شعبية على حساب الممارسات التقليدية.

## الأصول

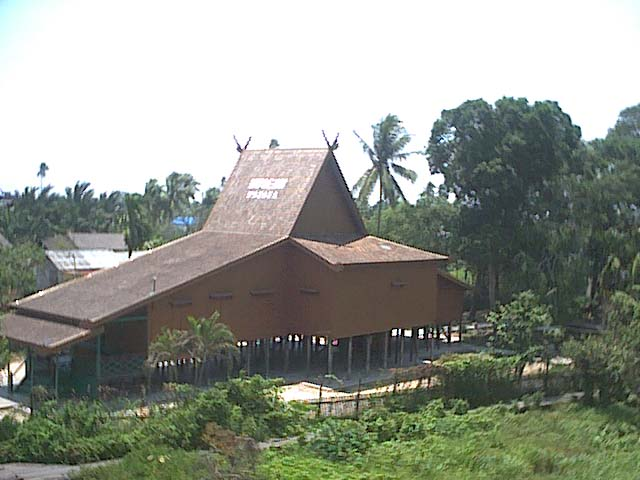
منزل بوبونجان تينجي

تعتبر الهندسة المعمارية لمدغشقر فريدة من نوعها في إفريقيا حيث تشبه إلى حد كبير الهندسة المعمارية لجنوب بورنيو التي يُعتقد أن السكان الأوائل لمدغشقر قد هاجروا منها، يتميز البناء التقليدي في هذا الجزء من بورنيو المعروف أيضًا باسم جنوب كاليمانتان بمنازل مستطيلة الشكل مرتفعة على أكوام، والسقف الذي يرتكز على دعامة مركزية منحدرة بشدة.
يسكن المرتفعات الوسطى في مدغشقر المرينا وهي شعوب تحمل تشابهًا فسيولوجيًا وثقافيًا قويًا مع أسلافها من كاليمانتان، هنا تتميز البيوت الخشبية التقليدية للطبقة الأرستقراطية بعمود مركزي يدعم سقفًا شديد الانحدار، في جميع أنحاء مدغشقر المنازل مستطيلة، كما هو الحال في كاليمانتان تنتشر الأعمدة المركزية وفي جميع المناطق باستثناء عدد قليل منها يتم بناء المنازل التقليدية بطريقة يتم تناقلها من جيل إلى جيل بغض النظر عما إذا كانت مناسبة للظروف المحلية أم لا.
عمود البيت المركزي مقدس في كاليمانتان ومدغشقر على حد سواء وفي كلا المكانين عند بناء منزل جديد غالبًا ما يُمسح هذا العمود بالدم، غالبًا ما تدل سمات المبنى أو أبعاده (الطول والحجم وخاصة الارتفاع) بشكل رمزي على حالة ساكنيه أو أهمية الغرض منه، وبالمثل لدى كل من مدغشقر وبورنيو تقليد لبناء مقبرة جزئية فوق الأرض ويمارس سكان كلتا الجزيرتين نحت الأعمدة الجنائزية الخشبية المزخرفة والتي تسمى الألو في غرب مدغشقر وكليرينج في لهجة كاجانغ في بورنيو.

## البناء القائم على النبات
تعد المساكن المصنوعة من مواد نباتية شائعة في المناطق الساحلية وكانت شائعة الاستخدام في جميع أنحاء المرتفعات أيضًا، تحدد أنواع النباتات المتوفرة في منطقة معينة مواد البناء وأسلوب البناء، الغالبية العظمى من المنازل المصنوعة من مواد نباتية هي منازل مستطيلة منخفضة (من طابق واحد) ذات سقف مرتفع وغالبًا ما يتم بناؤها على ركائز منخفضة.
هذه السمات المعمارية متطابقة تقريبًا مع تلك الموجودة في أجزاء من إندونيسيا، تشمل المواد المستخدمة في البناء القصب (بالقرب من الأنهار) والخيزران (خاصة في الغابات المطيرة الشرقية) وورق البردي (سابقًا في المرتفعات المحيطة ببحيرة ألاوترا) والأعشاب (في كل مكان) والنخيل (منتشرة في كل مكان ولكنها منتشرة في الغرب حول ماهاجانجا)، بالنسبة لمعظم طول الساحل الشرقي لمدغشقر المطل على المحيط الهندي فإن الهندسة المعمارية متجانسة للغاية، فجميع المنازل التقليدية تقريبًا مبنية على ركائز منخفضة ومغطاة بالقش.
عادةً ما تُصنع الدعامات والأرضيات والجدران من جذع النبات وعادةً بعد سحقه بشكل مسطح لعمل ألواح عريضة (للأرضيات والسقوف) أو شرائح ضيقة (للجدران)، يتم لصق هذه الشرائط عموديًا على الإطار.
هذه البيوت التقليدية ليس بها مدخنة، وأرضيتها تكون مغطاة ببساط منسوج بالحجارة المكدسة في أحد الأركان حيث يمكن حرق نيران الخشب لطهي الطعام، الدخان المتراكم يؤدي إلى اسوداد السقف والجدران الداخلية بمرور الوقت، كانت مداخل هذه المنازل تقليديًا تُترَك مفتوحة أو يمكن إغلاقها بواسطة حاجز منسوج مُغلق بحزام جلدي، يمكن العثور على الاختلافات في هذا النموذج الأساسي في جميع المناطق الساحلية باستخدام المواد المتاحة محليًا، تم العثور على أكبر المنازل الساحلية التقليدية في الجنوب الشرقي بين شعوب أنتيمورو وتانالا وأنتيفاسي، حيث يمكن أن تصل المنازل إلى 18 قدمًا طولاً و9 عرضًا و15 ارتفاعًا.

## البناء بالخشب
يُعتقد أن البناء الخشبي كان شائعًا في السابق في أجزاء كثيرة من مدغشقر ولكنه اختفى تقريبًا بسبب إزالة الغابات، هذا صحيح بشكل خاص في المرتفعات حيث كان الخشب حتى وقت قريب مادة بناء مخصصة للطبقة الأرستقراطية بسبب ندرته المتزايدة تاركًا للطبقات الدنيا البناء باستخدام مواد أخرى متوفرة محليًا مثل القصب أو الأعشاب، تُستخدم العصي والفروع أحيانًا عند توفرها مما يؤدي إلى إنشاء قرى متفرقة من الخشب بالقرب من محميات الغابات، بينما تلاشى التقليد المعماري الخشبي بين الطبقة الأرستقراطية في ميرينا، يمكن القول إن مجموعتين عرقيتين على الأقل لديهما تقليد مستمر في الهندسة المعمارية الخشبية: زافيمانيري في المرتفعات الوسطى وأنتاندروي في أقصى الجنوب.

## تقليد ميرينا الأرستقراطي
تتميز منازل الفلاحين التقليدية في جميع أنحاء ميرينا بعمود مركزي سميك يدعم عارضة السقف وحزمة صغيرة منتصبة في كل زاوية تمتد إلى الأرض لتثبيت الهيكل، كان الجزء الشمالي من المنزل مخصصًا للذكور والضيوف بينما كان الجزء الجنوبي مخصصًا للنساء والأطفال وذوي الرتب الأدنى.
شيدت بيوت النبلاء وفقًا لهذه المعايير الثقافية نفسها مع العديد من الإضافات، تم أيضًا تعديل الجزء الداخلي للمبنى إلى حد ما وغالبًا ما يتميز بثلاثة أعمدة مركزية بدلاً من واحدة وأحيانًا سرير خشبي مرتفع عن الأرض،
أمبوهيمانغا الذي يمكن القول بأنه المثال الأكثر أهمية من الناحية الثقافية للهندسة المعمارية الخشبية لأرستقراطية المرتفعات تم تسميته كموقع للتراث العالمي لليونسكو في عام 2001.

## تقاليد زافيمانيري
يعيش الزافيمانيري في المنطقة ذات الغابات الكثيفة والممطرة والمعتدلة في المرتفعات إلى الشرق من أمبوزيترا، منازلهم مستطيلة وكبيرة مع سقف مرتفع وحواف متدلية ونوافذ وأبواب خشبية، توجد العديد من نفس المعايير الموجودة في التقاليد المعمارية الأرستقراطية لميرينا في هياكل زافيمانيري بما في ذلك العمود الخشبي المركزي الذي يدعم عارضة السقف، غالبًا ما تكون منازل زافيمانيري مزينة بشكل متقن بأنماط منحوتة ومتماثلة ومجردة غنية بالرمزية الروحية والأسطورية المعقدة، تعتبر الهندسة المعمارية للمنازل الموجودة في هذه المنطقة ممثلة للطراز المعماري السائد في جميع أنحاء المرتفعات قبل إزالة الغابات وعلى هذا النحو فهي تمثل آخر بقايا تقليد تاريخي وعنصر مهم من التراث الثقافي الملغاشي، لهذا السبب، تمت إضافة معرفة صناعة الخشب في زافيمانيري في عام 2003 إلى قائمة اليونسكو للتراث الثقافي غير المادي للبشرية.

## تقاليد أنتاندروي
على النقيض من ذلك يعيش أنتاندروي في غابة مدغشقر الشوكية وهي منطقة شديدة الجفاف والسخونة في جنوب مدغشقر حيث تطورت وازدهرت أشكال فريدة من النباتات المقاومة للجفاف، منازلهم تقليدية مربعة ومرتفعة على ركائز منخفضة ويعلوها سقف مرتفع ومبني من ألواح خشبية معلقة رأسياً مثبتة على إطار خشبي، كانت هذه المنازل تقليديًا بلا نوافذ وبها ثلاثة أبواب خشبية: الباب الأمامي كان مدخل النساء والباب الخلفي للمنزل مخصص للأطفال والباب الثالث كان يستخدمه الرجال.

## البناء الأرضي
في المرتفعات الوسطى ألهم الصراع على السلطة بين إمارات ميرينا وفازيمبا وفيما بعد بين إمارات ميرينا على مر القرون تطوير المدينة المحصنة في إميرينا، المنطقة الوسطى من مرتفعات مدغشقر، أولها عاصمة إيمرينا القديمة في ألاسورا تم تحصينها من قبل ملك القرن السادس عشر أندريامانيلو الذي أحاط المدينة بجدران سميكة، كان المدخل عبر سور المدينة محميًا بقرص حجري ضخم - قطره خمسة أقدام أو أكثر - مظلل بأشجار التين التي ترمز إلى الملوك، تم تبني نموذج المدينة المحصنة هذا في جميع أنحاء إيمرينا وهو ممثل جيدًا في قرية أمبوهيمانجا التاريخية.

## التأثيرات الأجنبية
في عام 1831 قدم جان لابورد بلاط السقف القرميدي الذي سرعان ما بدأ في استبدال قش ساق الأرز في أنتاناناريفو والمناطق المحيطة بها ونشر تقنية استخدام الفرن لخبز الطوب.
في عام 1839 صمم جان لابورد قصر الملكة في روفا (بني 1839-1841) باستخدام هذا النموذج نفسه على نطاق أكبر من خلال توسيع المبنى وإضافة شرفة أرضية من الطابق الثالث.

## الابتكارات المحلية
في عام 1867 تم تخفيف القيود المفروضة على استخدام الطبقة الأرستقراطية للحجر والطوب كمواد بناء قبل أن يتم إلغاء جميع القيود المفروضة على البناء في عام 1869 من قبل الملكة رانافالونا الثانية التي كانت قد كلفت بالفعل جان لابورد في عام 1860 بتغليف الجزء الخارجي من قصرها الخشبي في روفا في الحجر، اتخذ المبنى شكله النهائي في عام 1872 بعد أن أضاف جيمس كاميرون أبراجًا حجرية إلى كل ركن من أركان القصر.
بمرور الوقت وخاصة مع استعمار مدغشقر من قبل الفرنسيين خضعت هذه المنازل الترابية لتطور مستمر، أبسط شكل من أشكال المنزل الترابي هو طابق واحد أو أكثر مستطيل الشكل، ويتميز بسقف من القش مع حواف متدلية قليلاً لتوجيه المطر بعيدًا عن الأساس وبالتالي منع تآكله، تستبدل العائلات الأكثر ثراء القش ببلاط الأسقف الطيني وبناء شرفة أرضية على الوجه الغربي للمبنى مدعومة بأربعة أعمدة نحيلة متساوية الأبعاد، يعتبر هذا التصميم أكثر فاعلية في حماية أساسات المبنى من آثار التآكل الناجمة عن هطول الأمطار، يستلزم التوسع الإضافي غالبًا إحاطة الشرفة الأرضية الغربية بالخشب وإنشاء شرفة أرضية مفتوحة على الوجه الشرقي للمبنى وما إلى ذلك مما يؤدي إلى شرفات أرضية ملتفة وربط مبنيين منفصلين بممر مغطى.
في الضواحي والمناطق الريفية غالبًا ما يتم حجز الطابق الأرضي كحظيرة للماشية بينما تسكن الأسرة الطوابق العليا، المدخل يواجه الغرب عادة، يقع المطبخ غالبًا في الجنوب بينما تنام الأسرة في الجزء الشمالي من المبنى، يتوافق هذا التكوين مع ما نراه في منازل زافيمانيري التقليدية ويعكس علم الكونيات التقليدي.

## البناء المختلط
على الجانب الشرقي من مدغشقر لا توجد منطقة انتقالية تقريبًا بين المنازل الترابية في المرتفعات والمساكن المصنوعة من مواد نباتية شائعة في المناطق الساحلية، ومع ذلك في المساحات الشاسعة وقليلة السكان بين المرتفعات والمناطق الساحلية الغربية، يستخدم السكان المواد المتاحة محليًا لبناء مساكن تحمل سمات كلا المنطقتين.
غالبًا ما تكون المنازل صغيرة - غرفة واحدة وطابق واحد فقط - مبنية من هيكل من العصي المرتبة أفقياً الملصقة على إطار المنزل الخشبي، غالبًا ما تتميز هذه المنازل الوسيطة بوجود أعمدة خشبية مختصرة على الوجه الغربي لدعم الإفريز الممدود للسقف المرتفع.

## بناء القبر
وفقًا للمعتقدات التقليدية للعديد من المجموعات العرقية الملغاشية، يحصل المرء على مكانة متميزة بعد الموت، غالبًا ما يُعتقد أن الأسلاف يواصلون مراقبة الأحداث على الأرض وتشكيلها ويمكنهم التدخل نيابة عن الأحياء، نتيجة لذلك يجب تبجيل الأسلاف: فالصلاة والتضحيات لتكريمهم أو استرضائهم شائعة، إن الشعار الأكثر وضوحًا للاحترام المستحق للأسلاف هو بناء المقابر العائلية المتقنة المنتشرة في الريف في معظم أنحاء مدغشقر.

### أقدم ممارسات الدفن
تقليديا، لم تقم غالبية المجموعات العرقية الملغاشية ببناء مقابر صلبة لموتاهم، وبدلاً من ذلك تُركت جثث المتوفين في منطقة طبيعية مخصصة للتحلل، بين شعب بارا في السهول الجنوبية القاحلة، على سبيل المثال يمكن بناء المقابر في أماكن طبيعية مثل النتوءات الصخرية أو سفوح التلال عن طريق وضع الجثث داخل وخارج الفضاء جزئيًا أو كليًا، يقال إن فازيمبا، السكان الأوائل لمدغشقر، غمروا موتاهم في مياه مستنقع أو نهر أو بحيرة أو مصب والذي يعتبر بذلك مقدسًا لهذا الغرض، كانت هذه الممارسة موجودة أيضًا بين أوائل المرينا الذين غمروا رؤسائهم القتلى في زوارق في مستنقعات.
عندما يتم بناء المقابر فإن الاختلافات الطفيفة في الشكل والمكان من مجموعة عرقية إلى أخرى تطغى عليها السمات المشتركة: الهيكل جزئي أو كلي تحت الأرض وعادة ما يكون مستطيل التصميم ومصنوع من الحجر، بين مرينا وبيتسيلو تمت الإشارة إلى بعض المقابر الحجرية المبكرة ومواقع الدفن بواسطة حجارة قائمة غير مميزة.

### تقاليد المرتفعات
في مرتفعات إيمرينا تم تمييز المداخل الموجودة فوق سطح الأرض للمقابر القديمة في الأصل بالحجارة القائمة وكانت الجدران مكونة من أحجار مسطحة مكدسة بشكل غير محكم، يمكن العثور على أمثلة على هذه المقابر القديمة في بعض التلال الإثني عشر المقدسة في إمرينا، عندما لا يمكن استعادة جثة لدفنها (كما في أوقات الحرب) كان يُنصب في بعض الأحيان حجر طويل غير مميز في ذكرى المتوفى.
اليوم يمكن بناء المدافن باستخدام الأساليب والمواد التقليدية أو دمج الابتكارات الحديثة مثل الخرسانة، في الداخل تصطف ألواح متراكبة من الحجر أو الخرسانة على الجدران.

### التقاليد الجنوبية والغربية
المقابر التي تم العثور عليها في جنوب غرب مدغشقر هي من بين أكثر القبور تميزًا، مثل تلك الموجودة في المرتفعات فهي بشكل عام مستطيلة وجزئية تحت الأرض، قد تحتوي المقابر الحديثة على الخرسانة بالإضافة إلى (أو بدلاً من) الحجر التقليدي، تتميز عن قبور المرتفعات بزخارفها المتقنة: يمكن رسم الصور على السطح الخارجي للمقبرة، لتذكر الأحداث في حياة أحد الأسلاف.

## العمارة الحديثة
تكثفت التأثيرات المعمارية الأجنبية، التي نشأت من خلال زيادة الاتصال الأوروبي على مدار القرن التاسع عشر، بشكل كبير مع ظهور الاستعمار الفرنسي في عام 1896، على مدى العقود العديدة الماضية، أدى التوافر المتزايد لمواد البناء الحديثة الرخيصة نسبيًا المستوردة من الصين وأماكن أخرى إلى تعزيز الاتجاه المتزايد في المناطق الحضرية بعيدًا عن الأساليب المعمارية التقليدية لصالح هياكل أكثر متانة ولكن عامة باستخدام مواد صناعية مثل الخرسانة والصفائح المعدنية.
قد تحظى بعض الابتكارات الحديثة بتقدير أكبر من غيرها، في منطقة مانامبوندرو على سبيل المثال كان تسقيف الصفائح المعدنية المموجة عادة أقل تكلفة وأكثر شهرة وشيوعًا من المنازل التقليدية، كان استبدال الإطارات الخشبية من مصادر محلية بالخشب المطحون بالمصنع هو ثاني أكثر تعديلات المنزل شيوعًا، يليه وضع أساس خرساني، المنازل المبنية بالكامل من الخرسانة مع النوافذ الزجاجية ودرابزينات الشرفة المزخرفة المستوردة وقضبان النوافذ تعني ثروة كبيرة ومكانة اجتماعية أعلى، على الرغم من أن مستويات الدخل المنخفض قد ساعدت في الحفاظ على البناء التقليدي بين غالبية سكان مدغشقر، نظرًا للهيبة المرتبطة بالابتكارات المعمارية الحديثة غالبًا ما يتم التخلي عن البناء التقليدي مع زيادة الدخل.
يحاول عدد محدود من المنازل المشيدة حديثًا في أنتاناناريفو المزج بين التقاليد المعمارية الملغاشية ووسائل الراحة في بناء المنازل الحديثة.